# Oligodon lungshenensis
Oligodon lungshenensis là một loài rắn trong họ Rắn nước. Loài này được Zheng & Huang mô tả khoa học đầu tiên năm 1978.